# Wilhelm Noë
Wilhelm Noë (* 6. Dezember 1890 in Karlsruhe; † 18. Juli 1956), auch „Nolle“ gerufen, war ein deutscher Fußballspieler und -trainer.

## Spielerkarriere
Noë gehörte von 1906 bis 1910 dem Karlsruher FC Phönix als linker Halbstürmer an, für den er in den vom Verband Süddeutscher Fußball-Vereine organisierten Meisterschaften im Südkreis zum Einsatz kam. Während seiner Vereinszugehörigkeit war die Spielzeit 1908/09 seine erfolgreichste; er gewann drei regionale Titel, darunter die Süddeutsche Meisterschaft, die ihn und seine Mannschaft für die Teilnahme an der Endrunde um die Deutsche Meisterschaft qualifizierte. Mit fünf Toren in drei Spielen hatte er maßgeblichen Anteil am Gewinn der Deutschen Meisterschaft.
Die Saison 1910/11 spielte er für den SC Victoria Hamburg in der A-Klasse, der regional höchsten Spielklasse, und belegte nach Abschluss der Saison den zweiten Platz.
Nach Karlsruhe zurückgekehrt, spielte er die Saison 1911/12 erneut für den Karlsruher FC Phönix und die Saison 1912/13 für den seit 1912 umbenannten Karlsruher FC Phönix (Phönix-Alemannia).
Danach spielte er für Hannover 96 unter dem Dachverband des Norddeutschen Fußball-Verbandes um die Norddeutsche Meisterschaft 1913/14, die er mit der Mannschaft als Drittplatzierter abschloss.
Von 1915 bis 1919 spielte er für den Halleschen Fußballclub von 1896 in den vom Verband Mitteldeutscher Ballspiel-Vereine organisierten Meisterschaften im Gau Saale, deren Meisterschaft er mit der Mannschaft in der Saison 1916/17 und in den beiden Folgespielzeiten errang. In diesem Zeitraum gewann die Mannschaft auch zweimal die Mitteldeutsche Meisterschaft.
Von 1919 bis 1923 war er für
den 1. Bielefelder FC Arminia unter dem Dachverband des Westdeutschen Spiel-Verbandes im Kreis Westfalen – ab der Folgesaison – im Westfalengau als Mittelläufer und Mannschaftskapitän aktiv und mit jeweils zwei Gau- und Westdeutschen Meisterschaften erfolgreich. Sowohl das Viertelfinale am 21. Mai 1922, als auch das am 20. Mai 1923 in der Endrunde um die Deutsche Meisterschaft wurden gegen den FC Wacker München mit 0:5 bzw. gegen den SC Union Oberschöneweide mit 1:2 n. V. im Wiederholungsspiel – die erste Begegnung am 6. Mai 1923 endete torlos – verloren.

## Erfolge
- Deutscher Meister 1909
- Süddeutscher Meister 1909
- Südkreismeister 1909
- Mitteldeutscher Meister 1917, 1919
- Gaumeister Saale 1917, 1918, 1919
- Westdeutscher Meister 1922, 1923
- Westfalengau-Meister 1922, 1923

## Trainerkarriere
Anschließend ließ er seine aktive Laufbahn bei Arminias Lokalrivalen VfB 03 Bielefeld ausklingen und übernahm dort später das Traineramt. Unter seiner Führung wurden die „Hüpker“ („jungen Hüpfer“), Zweiter der Westdeutschen Meisterschaft 1931. In der Endrunde um die Deutsche Meisterschaft 1930/31 folgte das Aus bereits im Achtelfinale mit 2:5 gegen den späteren Meister Hertha BSC. Ein Jahr später kehrte Noë zur Arminia zurück und erreichte 1933 als Trainer mit ihr die Gauliga Westfalen.

## Sonstiges
Noch während seiner aktiven Fußballerkarriere betrieb er ein Einzelhandelsgeschäft in Bielefeld.